# Hemuty Henrique Wendel
Hemuty Henrique Wendel (Santa Cruz do Sul, 29 de julho de 1934 — Rodovia Régis Bittencourt, 19 de fevereiro de 1999) foi um futebolista brasileiro que atuou como goleiro e que marcou época no Grêmio. Se destacava pela altura.

## Carreira
Iniciou no Força e Luz, sendo vendido ao Renner e ao Grêmio. Seu primeiro jogo foi um amistoso contra a Seleção Argentina, em 13 de abril de 1959, com a derrota por dois a zero. Como goleiro reserva, ganhou os títulos metropolitano de 1959 e gaúcho de 1959 e 1960. Em 1962, já como titular, ganhou o título gaúcho de 1962. Sua última atuação pelo Grêmio foi em 20 de abril de 1963.
Após, jogou pelo Corinthians (quatro jogos e sete gols sofridos), Guarany de Bagé e Cruzeiro-RS.

## Títulos
Grêmio
- Campeonato Gaúcho: 1959, 1960, 1962, 1963.
- Campeonato Citadino de Porto Alegre: 1959.
- Campeonato Sul-Brasileiro de Futebol (Taça Legalidade): 1962